# Cilento rosso
Il Cilento rosso è un vino DOC la cui produzione è consentita nella provincia di Salerno.

## Caratteristiche organolettiche
- colore: rosso rubino.
- odore: vinoso, caratteristico.
- sapore: delicato, asciutto.

## Produzione
Provincia, stagione, volume in ettolitri
- Salerno  (1991/92)  12,0
- Salerno  (1992/93)  12,0
- Salerno  (1993/94)  11,9
- Salerno  (1994/95)  10,5
- Salerno  (1995/96)  94,95
- Salerno  (1996/97)  96,01